# Bomba wzór 99 Nr 80
Jeden z użytkowników Wikipedii oznaczył tę stronę jako kwalifikującą się do natychmiastowego skasowania.
W najbliższym czasie administratorzy Wikipedii zweryfikują to zgłoszenie.
Jeśli nie zgadzasz się z oceną wikipedysty, wypowiedz się na stronie dyskusji. Autorów prosimy o zapoznanie się z informacjami o najczęstszych powodach usuwania artykułów.
Uzasadnienie: zbędna
Administratorze! Pamiętaj, żeby przed skasowaniem artykułu sprawdzić linkujące, dyskusję i historię zmian (ostatnia zmiana wykonana przez Matrek).
1. PATRZ Bomba wz. 99 nr 80